# 鲍哲庆

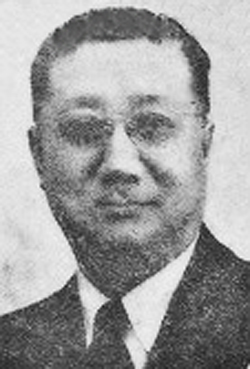
鲍哲庆，摄于1949年

鲍哲庆（1892年—1957年9月2日）祖籍安徽省，生于浙江省镇海县。美北浸礼会差会牧师，中国基督教领导人。

## 生平
10岁，鲍哲庆赴宁波四明中学学习。中华民国初年，在上海沪江大学学习。1914年，自沪江大学第二届毕业，继续专修神学，并且在该校兼教三角。1916年，获得硕士学位。
1915年，美北浸礼会差会的杭州淳佑堂新堂落成之后，1916年鲍哲庆赴杭州担任该堂的传道，1918年被按立为牧师，经鲍哲庆提议，堂委通过，将该堂更名为“民众堂”。1922年，鲍哲庆被推选为美北浸礼会浙沪年议会第一任执行干事。1927年，任沪江大学校董会董事。
1928年，鲍哲庆与刘湛恩博士、郑章成博士和夫人盛组新代表中国基督教会赴耶路撒冷参加世界基督教联合大会，会后鲍哲庆到加拿大参加世界基督教浸礼会大会，并当选为副会长（任职20年）。此时，鲍哲庆在加拿大逗留一年，学习神学，而中国北伐战争正紧，教会催其归国。为满足鲍哲庆的要求，加拿大多伦多的麦马斯特大学举行仪式，授予鲍哲庆荣誉神学博士学位。其后，鲍哲庆应世界主日学会之邀，到美国洛杉矶参加了基督教世界主日学大会，并当选为该学会的副会长。
1929年，鲍哲庆归国，接替余日章出任中华全国基督教协进会总干事，任职10年。鲍哲庆自美国回到中国后，因争得一笔建房基金，乃择地置产，由上海营造厂在珍珠巷14号建造了高德堂（为纪念美北浸礼会传教士高德而命名），为1幢两楼两底小洋楼，作为浙沪浸礼议会办公室，此外，在该地基内还建造了一幢住宅楼，为3楼3底的花园洋房。附近还建造了一排简易平房，作为议会妇女部同工宿舍。
自1923年担任浙沪浸礼议会总干事之后，鲍哲庆深受北美总差会信任，将差会全权交给鲍哲庆。鲍哲庆从而成为第一位接受美国差会大权的中国牧师。1930年，鲍哲庆兼任沪江大学神学院院长。1939年，沪江大学董事会公推鲍哲庆出任董事长，任至1952年院系调整为止。
鲍哲庆牧师是杭州青年会第七届董事会董事，1931年担任青年会副会长兼总务科和学生童子科委员。抗日战争胜利后，1946年鲍哲庆应邀赴美国参加世界浸联会大会，并当选为副会长，成为第一位担任此职的中国人。他在美国报告了第二次世界大战结束后教会的情况，希望获得更多援助，但未如愿。1948年，美北浸礼会在宁波举办一百周年金禧纪念大会。会上，鲍哲庆获赠了特别荣誉奖，以表彰其担任年议会总干事20年的贡献。
1951年2月，杭州市基督教成立了反美爱国工作委员会，鲍哲庆当选主席。1953年，杭州圣经学院改组后，鲍哲庆出任院长。1956年4月20日，杭州市三自爱国运动委员会成立，鲍哲庆当选为主席。
1957年9月2日，鲍哲庆因肝癌在杭州病逝，享年65岁。